# Salvatore Sanzo
Salvatore Sanzo, född den 26 november 1975 i Pisa, Italien, är en italiensk fäktare som bland annat tog OS-brons i herrarnas florett i samband med de olympiska fäktningstävlingarna 2008 i Peking.